# Joost Cornelisz. Droochsloot
Joost Cornelisz. Droochsloot (Utrecht, 1586 – Utrecht, 1666. május 14.) holland festő. Családnevének további változatai  Droogsloot vagy Drooghsloot.

## Életútja
Vélhetően 1610 és 1615 között tanult festőnek Amszterdamban, ahol mestere David Vinckboons volt. Szülővárosában, Utrechtben 1616-ban lett a város festőit és képzőművészeit tömörítő Szent Lukács-céh tagja. 1623-ban (majd 1641-ben és 1642-ben újra) céhmester, 1638-ban a Szent Jób vendégház felügyelő gondnoka, 1642-ben a holland református egyház diakónusa, majd 1650–1651-ben a városi őrség, a Schutterij tisztje lett. 1665–1666-ban az utrechti festőiskolában, a Schilders Kollégiumban tanított. Kezei alatt tanult fia, a szintén festővé lett Cornelis Droochsloot – aki apja epigonjaként az idősebb Droochsloot festményeitől nehezen megkülönböztethető képeket festett –, valamint Jacob Duck.

## Munkássága
Droochsloot leginkább vidéki és városi zsánerképeket, tájképeket, erkölcsi allegóriákat és bibliai jeleneteket festett. Korai munkái az idősebb és a fiatalabb Pieter Bureghel, David Vinckboons és Esaias van de Velde hatását tükrözik. A flamand tájképfestészeti hagyományban lelte meg művészi stílusát, vidéki csendéleteinek jellemző kompozíciós elemei a távolba vesző széles utca, kétoldalán házakkal, itt-ott csoportosulásokkal és magányos emberekkel. Alakjait részletező gonddal, kifejező testtartásban festette meg, műveit egyébként is jellemzi a részletek iránti elmélyült figyelem. Színválasztását a vöröses-barnás paletta hangsúlya jellemzi. Képeit a JCODS vagy JCDS névjellel látta el.
A 17. század második felében alkotó festő, Arnold Houbraken jegyezte fel, hogy Droochslootnak a vidéki templombúcsúkról festett képei népszerűségükben vetekedtek Bartholomeus Assteyn virágkompozícióival.

## Fordítás
Ez a szócikk részben vagy egészben  a   Joost Cornelisz Droochsloot című angol Wikipédia-szócikk ezen változatának fordításán alapul.  Az eredeti cikk szerkesztőit annak laptörténete sorolja fel. Ez a jelzés csupán a megfogalmazás eredetét és a szerzői jogokat jelzi, nem szolgál a cikkben szereplő információk forrásmegjelöléseként.